# Stephanie Vaquer
Stephanie Vaquer, född 29 mars 1993 i San Fernando i O'Higgins, är en chilensk fribrottare. Sedan juli 2024 brottas hon i World Wrestling Entertainment i USA, efter flera år i Consejo Mundial de Lucha Libre (CMLL), Mexikos äldsta fribrottningsförbund. Hon har också brottats i Japan för stora förbund som Stardom och Ice Ribbon.

## Karriär
Vaquer började träna fribrottning i februari 2009 under Paul Slandering. Hennes första dokumenterade matcher är från augusti 2010 på mindre evenemang i Chile, då hon gick under namnet Dark Angel. Den 22 december 2013 debuterade hon i Mexiko i en match mot Heroína i Arena Coliseo Coacalco. I Mexiko skulle hon komma att tränas av Ricky Marvin, Último Guerrero, Gran Apache och Villano IV.
2018 gjorde hon sin debut i Japan för det helkvinnliga förbundet Stardom, och brottades fem matcher under tre veckor juli-augusti, bland annat en titelmatch. Samma år brottades hon också för World Wrestling Entertainment (WWE) i sitt hemland när förbundet turnerade Chile. Hon började brottas för Consejo Mundial de Lucha Libre i Mexiko i augusti 2019 och är där ett säsongsvis återkommande namn då hon varvar tid i Mexiko med tid i Japan. Hon var Consejo Mundial de Lucha Libres första kvinnliga sydamerikanska brottare.

## Övrigt
Vaquer var tidigare gift med Ricky Marvin, en annan mexikansk fribrottare som var framgångsrik i Japan under 00-talet. Hon har beskrivit Reina Dorada som sin närmsta vän, Dorada brottas dock i det konkurrerande förbundet Lucha Libre AAA Worldwide. Vaquer är 160 centimeter lång, och har även mexikanskt medborgarskap.